# Proteína quinase A
Em biologia celular, proteína quinase A (abreviada na literatura como PKA, ) é uma família de enzimas foforilases proteicas de resíduos de serina/treonina cuja atividade é dependente dos níveis celulares de AMP cíclico (cAMP). A PKA é um tetrâmero na foram inativa, duas subunidades ligam-se ao cAMP e são conhecidas como subunidades regulatórias (subunidades Rs), a ligação ao cAMP provoca alteração conformacional no tetrâmero capaz de liberar as outras duas subunidades catalíticas (subunidades Cs) em forma ativa, logo as subunidades Rs são inibidoras alostéricas das subunidades catalíticas. Por esse motivo, PKA é também conhecida como proteína quinase dependente de cAMP (EC 2.7.11.11).  Proteína quinase A tem diversas funções na célula, incluindo a regulação de glicogênio, açúcar, e metabolismo de lipídio. 

## Quadro geral
Proteína quinase A, mais precisamente conhecida como proteína quinase dependente de 3',5'-monofosfato de adenosina (AMP cíclico) foi descoberta pelos químicos H. Fischer e Edwin G. Krebs em 1968. Eles ganharam o Prêmio Nobel em Fisiologia ou Medicina em 1992 pelo seu trabalho sobre fosforilação e desfosforilação e como se relaciona a atividade da proteína quinase A.